# Rock Around the Clock (film)
Rock Around the Clock is een Amerikaanse film uit 1956 van Fred F. Sears, met in de hoofdrollen Johnny Johnston, Alix Talton en Bill Haley.
Na het gigantische succes van de film Blackboard Jungle, waarin het nummer "Rock Around the Clock" driemaal is te horen, was ook de roem van vertolker Bill Haley een feit. Producent Sam Katzman wachtte niet lang om te kunnen profiteren en bracht Rock Around the Clock uit.
De film werd geproduceerd voor het lage bedrag van 300.000 dollar en bracht alleen in de VS al 4 miljoen dollar op. De film veroorzaakte in veel bioscopen spontane danspartijen onder het publiek. Ook braken er in en rond de bioscopen ongeregeldheden uit en om die reden werd de film in sommige steden verboden.

## Verhaal
Het is 1956 en de Amerikaanse tieners moeten het doen met crooners als Frank Sinatra en de jazz van de Big Bands. Steve Hollis is manager van zo'n Big Band, maar hij ziet het tanende enthousiasme voor de jazz bij het grote tienerpubliek. Als Hollis met zijn maatje Corny LaSelle in een klein stadje komt, ziet hij in de lokale danshal een vreemd groepje spelen, Bill Haley & His Comets. Haley en zijn band veroorzaken een explosie van nieuwe energie en overal wordt gedanst. Hollis ziet ook een professioneel dansteam aan het werk in de persoon van Lisa Johns en Mike Dodd. Hollis realiseert zich twee dingen, rock-'n-roll is de nieuwe trend en dat hij verliefd is op Lisa. Hollis zoekt contact met Haley en de andere acts als The Platters en Freddie Bell and the Bellboys en biedt hen een contract aan voor New York. Ook Lisa en Mike gaan mee. Hollis heeft ook succes bij Lisa en alles lijkt prachtig in orde. Maar in New York krijgt hij te maken met Corinne Talbot, het hoofd van het bureau waar Hollis voor werkt. Zij heeft andere plannen. Ze is verliefd op Hollis en doet alle mogelijke moeite om de nieuwe rock-'n-rolltalenten dwars te zitten. Uiteindelijk worden Bill Haley en zijn Comets een groot succes, evenals de andere bands en kan Hollis Lisa in zijn armen sluiten.

## Rolverdeling
| Acteur          | Personage      |
| --------------- | -------------- |
| Johnny Johnston | Steve Hollis   |
| Alix Talton     | Corinne Talbot |
| Lisa Gaye       | Lisa Johns     |
| John Archer     | Mike Dodd      |
| Henry Slate     | Corny LaSalle  |

Verder zijn te zien:
- Bill Haley & His Comets
- The Platters
- Ernie Freeman Combo
- Tony Martinez and His Band
- Freddie Bell and His Bellboys
- Alan Freed

## Productie
Rock Around the Clock was in feite een B-film, een flinterdun verhaaltje, een minimaal budget en opgenomen binnen een maand (januari 1956). Producent Sam Katzman wilde snel inspelen op het succes van het nummer "Rock Around the Clock" in de film Blackboard Jungle. Het draait in de film om de muziek en Haley en zijn band nemen het merendeel van de nummers voor hun rekening. Ook D.J. Alan Freed is in de film te zien. Freed die wordt gezien als de man die rock-'n-roll een naam gaf, zou in 1956 in nog drie films te zien zijn. Hij zou later doorgaan op televisie met zijn Alan Freedshow. Bill Haley was al dertig toen hij zo onverwacht het succes in zijn schoenen geworpen kreeg. Hij zag er al wat pafferig uit en probeerde met een zogenaamde 'spuuglok'  zijn imago als rock-'n-roller neer te zetten. Haley zingt een aantal nummers in de film, ook het titelnummer dat driemaal is te horen maar nergens compleet. In de film bedient Haley zich ook van het zogenaamde rock-'n-roll jargon, zoals de benaming 'alligator'.

## Ontvangst
De film veroorzaakte een sensatie in de VS en Europa. De jonge toeschouwers gaven zich over aan massale danspartijen en hier en daar braken ongeregeldheden uit. Om die reden werd de film in diverse steden verboden. In Londen breken ernstige rellen uit als diverse toeschouwers na afloop doordansen op straat en het verkeer hinderen. Als de film in september 1956 in Nederland in première gaat, wordt de film in Apeldoorn en Leeuwarden verboden. In Apeldoorn ontstaan hierdoor juist rellen als teleurgestelde fans een protestdemonstratie houden die compleet uit de hand loopt. In Oosterhout ontstaat in 1957 het gerucht dat door de lokale geestelijkheid in de film is geknipt, iets wat vervolgens weer met klem wordt ontkend. Ook in België waren gemeentebesturen bang voor ongeregeldheden, zo verbood het stadsbestuur van Bergen de film, waarna de verdeler gelijk haalde bij de Raad van State (arrest van 8 januari 1959, nr. 6.797, nv Columbia film v. ville de Mons)

## Muziek
De volgende nummers zijn te horen:
- "Rock Around the Clock" - Bill Haley and His Comets
- "See You Later, Alligator" - Bill Haley and His Comets
- "Rock-a-Beatin' Boogie" - Bill Haley and His Comets
- "A.B.C. Boogie" - Bill Haley and His Comets
- "Cuero (Skins)" - Tony Martinez and His Band
- "Mambo Capri" - Tony Martinez and His Band
- "Solo Y Triste (Sad And Lonely)" - Tony Martinez and His Band
- "Razzle-Dazzle" - Bill Haley and His Comets
- "Teach You to Rock" - Freddie Bell and the Bellboys
- "Bacalao Con Papa (Codfish And Potatoes)" - Tony Martinez and His Band
- "Only You (And You Alone)" - The Platters
- "R-O-C-K" - Bill Haley and His Comets
- "Happy Baby" - Bill Haley and His Comets
- "Mambo Rock" - Bill Haley and His Comets
- "Giddy Up A Ding Dong" - Freddie Bell and the Bellboys
- "The Great Pretender" - The Platters
- "Rudy's Rock" - Bill Haley and His Comets

## Vervolg
Ook in 1956 werd Don't Knock the Rock uitgebracht, ook met Bill Haley and His Comets, regisseur Sears en producer Katzman. De film flopte.

## Remake
In 1961 produceerde Katzman Twist Around the Clock  met Chubby Checker. De film volgde de plot van Rock Around the Clock en was in feite een remake.